# Krystalizacja metodą wiszącej kropli
Metoda wiszącej kropli – jedna z kroplowych metod otrzymywania monokryształów, w szczególności białek, z bardzo małej ilości substancji.
Metoda polega na przygotowaniu dwóch roztworów krystalizującej substancji (precypitatu), z których jeden posiada mniejsze stężenie. Roztwór bardziej zatężony umieszcza się na dnie naczynia krystalizacyjnego (np. zlewki) zaś z rozcieńczonego formuje się kroplę naniesioną na płytkę szklaną (pokrytą zwykle silikonem). Następnie płytkę odwraca się kroplą do dołu (stąd nazwa metody) i przykrywa nią naczynie.
Wskutek różnicy stężeń w obu roztworach oraz powstających układów równowag roztwór I – para oraz roztwór II – para zachodzi bardzo powolne odparowywanie rozpuszczalnika z kropli a tym samym zatężenie roztworu. Po pewnym czasie w kropli mamy do czynienia z roztworem nasyconym precypitatu, w wyniku czego rozpoczyna się krystalizacja.
Bardzo istotne jest przygotowanie roztworów o odpowiednich w danym przypadku stężeniach, aby z jednej strony krystalizacja mogła zachodzić już po odparowaniu niewielkiej ilości rozpuszczalnika z kropli, zaś z drugiej, aby powstawanie kryształów nie było zbyt szybkie.